# Critics' Choice Television Award de la meilleure actrice dans une série télévisée dramatique
Le Critics' Choice Television Award de la meilleure actrice dans une série télévisée dramatique (Critics' Choice Television Award for Best Drama Actress) est l'une des récompenses décernées aux professionnels de l'industrie de la télévision par le jury de la Broadcast Television Journalists Association depuis 2011.

## Palmarès

### Années 2010
- 2011 : Julianna Margulies pour le rôle d'Alicia Florrick dans The Good Wife
  - Connie Britton pour le rôle de Tami Taylor dans Friday Night Lights
  - Mireille Enos pour le rôle de l'inspecteur Sarah Linden dans The Killing
  - Elisabeth Moss pour le rôle de Peggy Olson dans Mad Men
  - Katey Sagal pour le rôle de Gemma Teller Morrow dans Sons of Anarchy
  - Anna Torv pour le rôle de Olivia Dunham dans Fringe

- 2012 : Claire Danes pour le rôle de Carrie Mathison dans Homeland
  - Michelle Dockery pour le rôle de Lady Mary Crawley dans Downton Abbey
  - Julianna Margulies pour le rôle d'Alicia Florrick dans The Good Wife
  - Elisabeth Moss pour le rôle de Peggy Olson dans Mad Men
  - Emmy Rossum pour le rôle de Fiona Gallagher dans Shameless
  - Katey Sagal pour le rôle de Gemma Teller Morrow dans Sons of Anarchy

- 2013 : Tatiana Maslany pour le rôle de plusieurs personnages dans Orphan Black
  - Claire Danes pour le rôle de Carrie Mathison dans Homeland
  - Vera Farmiga pour le rôle de Norma Bates dans Bates Motel
  - Julianna Margulies pour le rôle d'Alicia Florrick dans The Good Wife
  - Elisabeth Moss pour le rôle de Peggy Olson dans Mad Men
  - Keri Russell pour le rôle d'Elizabeth Jennings dans The Americans

- 2014 : Tatiana Maslany pour le rôle de plusieurs personnages dans Orphan Black
  - Lizzy Caplan pour le rôle de Dr Virginia E. Johnson dans Masters of Sex
  - Vera Farmiga pour le rôle de Norma Bates dans Bates Motel
  - Julianna Margulies pour le rôle d'Alicia Florrick dans The Good Wife
  - Keri Russell pour le rôle d'Elizabeth Jennings dans The Americans
  - Robin Wright pour le rôle de Claire Underwood dans House of Cards

- 2015 : Taraji P. Henson pour le rôle de Loretha "Cookie" Lyon dans Empire
  - Viola Davis pour le rôle du Professeur Annalise Keating, J.D. dans Murder (How to Get Away with Murder)
  - Vera Farmiga pour le rôle de Norma Bates dans Bates Motel
  - Eva Green pour le rôle de Vanessa Ives dans Penny Dreadful
  - Julianna Margulies pour le rôle de Alicia Florrick dans The Good Wife
  - Keri Russell pour le rôle d'Elizabeth Jennings dans The Americans

- 2016 : Carrie Coon pour le rôle de Nora Durst dans The Leftovers
  - Shiri Appleby pour le rôle de Rachel Goldberg dans UnREAL
  - Viola Davis pour le rôle du Professeur Annalise Keating, J.D. dans Murder (How to Get Away with Murder)
  - Eva Green pour le rôle de Vanessa Ives dans Penny Dreadful
  - Taraji P. Henson pour le rôle de Loretha "Cookie" Lyon dans Empire
  - Krysten Ritter pour le rôle de Jessica Jones dans Jessica Jones

- 2016 : Evan Rachel Wood pour le rôle de Dolores Abernathy dans Westworld
  - Caitriona Balfe pour le rôle de Claire Randall Fraser dans Outlander
  - Viola Davis pour le rôle du Professeur Annalise Keating, J.D. dans Murder (How to Get Away with Murder)
  - Tatiana Maslany pour le rôle de plusieurs personnages dans Orphan Black
  - Keri Russell pour le rôle d'Elizabeth Jennings dans The Americans
  - Robin Wright pour le rôle de Claire Underwood dans House of Cards

- 2018 : Elisabeth Moss pour le rôle d'Offred / June Osborne dans The Handmaid's Tale : La Servante écarlate (The Handmaid's Tale)
  - Caitriona Balfe pour le rôle de Claire Randall Fraser dans Outlander
  - Christine Baranski pour le rôle de Diane Lockhart dans The Good Fight
  - Claire Foy pour le rôle d'Elisabeth II dans The Crown
  - Tatiana Maslany pour le rôle de plusieurs personnages dans Orphan Black
  - Robin Wright pour le rôle de Claire Underwood dans House of Cards

- 2019 : Sandra Oh pour le rôle de Eve Polastri dans Killing Eve
  - Jodie Comer pour le rôle de Villanelle / Oksana Astankova dans Killing Eve
  - Maggie Gyllenhaal pour le rôle de Eileen Merrell / Candy dans The Deuce
  - Elisabeth Moss pour le rôle d'Offred / June Osborne dans The Handmaid's Tale : La Servante écarlate
  - Elizabeth Olsen pour le rôle de Leigh Shaw dans Sorry for Your Loss
  - Julia Roberts pour le rôle de Heidi Bergman dans Homecoming
  - Keri Russell pour le rôle de Elizabeth Jennings dans The Americans

### Années 2020
- 2020 : Regina King pour le rôle de Angela Abar / Sister Night dans Watchmen
  - Christine Baranski pour le rôle de Diane Lockhart dans The Good Fight
  - Olivia Colman pour le rôle de Élisabeth II dans The Crown
  - Jodie Comer pour le rôle de Villanelle / Oksana Astankova dans Killing Eve
  - Nicole Kidman pour le rôle de Celeste Wright dans Big Little Lies
  - Mj Rodriguez pour le rôle de Blanca Evangelista dans Pose
  - Sarah Snook pour le rôle de Siobhan "Shiv" Roy dans Succession
  - Zendaya pour le rôle de Rue Bennett dans Euphoria

- 2021 : Emma Corrin pour le rôle de Diana Spencer dans The Crown
  - Christine Baranski pour le rôle de Diane Lockhart dans The Good Fight
  - Olivia Colman pour le rôle d'Élisabeth II dans The Crown
  - Claire Danes pour le rôle de Carrie Mathison dans Homeland
  - Laura Linney pour le rôle de Wendy Byrde dans Ozark
  - Jurnee Smollett-Bell pour le rôle de Letitia "Leti" Lewis dans Lovecraft Country

- 2022 : Melanie Lynskey pour le rôle de Shauna Shipman (adulte) dans Yellowjackets
  - Uzo Aduba pour le rôle du Dr. Brooke Taylor dans In Treatment
  - Chiara Aurelia pour le rôle de Jeanette Turner Cruel Summer
  - Christine Baranski pour le rôle de Diane Lockhart dans The Good Fight
  - Katja Herbers pour le rôle du Dr. Kristen Bouchard dans Evil
  - Michaela Jaé Rodriguez pour le rôle de Blanca Evangelista dans Pose

- 2023 : Zendaya pour le rôle de Rue Bennett dans Euphoria
  - Christine Baranski pour le rôle de Diane Lockhart dans The Good Fight
  - Sharon Horgan pour le rôle d'Eva Garney Bad Sisters
  - Laura Linney pour le rôle de Wendy Byrne dans Ozark
  - Mandy Moore pour le rôle de Rebecca Pearson dans This Is Us
  - Kelly Reilly pour le rôle de Beth Dutton dans Yellowstone
- 2024 : Sarah Snook pour le rôle de Siobhan "Shiv" Roy dans Succession
  - Jennifer Aniston pour le rôle d'Alex Levy dans The Morning Show
  - Aunjanue Ellis pour le rôle de Carolyn Wilder dans Justified: City Primeval
  - Bella Ramsey pour le rôle d'Ellie Williams dans The Last of Us
  - Keri Russell pour le rôle de Kate Wyler dans The Diplomat
  - Reese Witherspoon pour le rôle de Bradley Jackson dans The Morning Show

- 2025 : Kathy Bates pour le rôle de Madeline Kingston / Matlock dans Matlock
  - Caitriona Balfe pour le rôle de Claire Fraser dans Outlander
  - Shanola Hampton pour le rôle de Gabrielle Mosely dans Found
  - Keira Knightley pour le rôle de Helen Webb dans Black Doves
  - Keri Russell pour le rôle de Kate Wyler dans La Diplomate (The Diplomat)
  - Anna Sawai pour le rôle de Dame Mariko dans Shōgun

## Statistiques

### Récompenses multiples
2 : Tatiana Maslany

### Nominations multiples
6 : Keri Russell
5 : Julianna Margulies, Christine Baranski, Elizabeth Moss
4 : Tatiana Maslany
3 : Viola Davis, Vera Farmiga, Claire Danes, Robin Wright
2 : Caitriona Balfe, Olivia Colman, Jodie Comer, Eva Green, Taraji P. Henson, Laura Linney, Michaela Jaé Rodriguez, Katey Sagal, Sarah Snook, Zendaya